# قريه اليافعي (إب)

تعديل مصدري - تعديل

قريه اليافعي محلة تابعة لقرية الجوز، التابعة لعزلة جبل معود بمديرية إب إحدى مديريات محافظة إب في الجمهورية اليمنية.، بلغ تعداد سكانها 86 حسب تعداد اليمن لعام 2004.